# Lord-lieutenant d'Argyll and Bute
Ceci est une liste de personnes qui ont servi comme Lord Lieutenant d'Argyll and Bute.
- Charles Hector Fitzroy Maclean of Duart, Baron Maclean 1975–1990
- John Crichton-Stuart, 6e marquis de Bute 1990–1993
- Ian Campbell, 12e duc d'Argyll 1994–2001
- vacant
- Kenneth MacKinnon 2002–2011
- Patrick Loudon McIain Stewart  2011–présent

L'office a remplacé le Lord Lieutenant du Argyllshire et le Lord Lieutenant du Buteshire en 1975.